# Ключ 174
Ключ 174 (трад. и упр. 靑, 青) — ключ Канси со значением «синий»; один из девяти, состоящих из восьми штрихов.
В словаре Канси есть 17 символов (из 49 030), которые можно найти c этим радикалом.
Это также символ, представляющий цвет ao в японском языке, общий термин, охватывающий как синий, так и зелёный.

## История
Древняя идеограмма изображала колодец и цветущую рядом с ним зелень. Произошедший от неё иероглиф употребляется в значениях: «зеленеть, зелёный, ярко-зеленый, ярко-синий», «весенний, молодой, цветущий», «яркий, густой, глубокий, богатый (о цвете)» и др.
В качестве ключевого знака иероглиф используется редко.

Вид в большой печати Чжуаньшу
Вид в малой печати Чжуаньшу

В словарях находится под номером 174.

## Примеры иероглифов
| Доп. штрихи                | Иероглифы |
| -------------------------- | --------- |
| without additional strokes | 靑 青     |
| 4 additional strokes       | 靓 靔     |
| 5 additional strokes       | 靕 靖     |
| 6 additional strokes       | 靗 靘 静  |
| 7 additional strokes       | 靚        |
| 8 additional strokes       | 靛 靜     |
| 10 additional strokes      | 靝        |

- Примечание: Ваш браузер может отображать иероглифы неправильно.